# Dicranella congolensis
Dicranella congolensis là một loài rêu trong họ Dicranaceae. Loài này được Renauld & Cardot Broth. mô tả khoa học đầu tiên năm 1901.